# 克虏伯

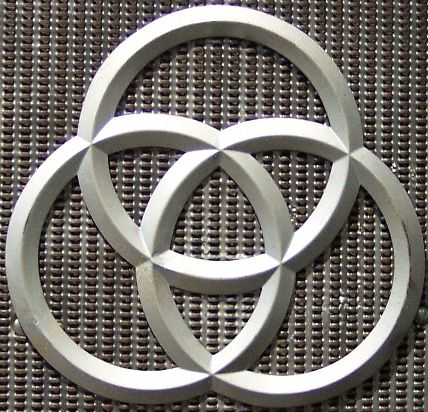
前克虏伯公司標誌

克虜伯家族（德語：Krupp）是來自埃森，有400年歷史的著名德國家族，以生產鋼鐵、火砲、彈藥和其他軍備而聞名。該家族企業名為Friedrich Krupp AG，是20世紀初歐洲最大的公司，也是德國在兩次世界大戰中首屈一指的武器製造商；從三十年戰爭開始一直到第二次世界大戰結束，生產了戰艦、潛水艇、坦克、榴彈砲、槍支、公用設施等數百種其他商品。

## 历史

### 早期歷史
克虜伯家族首次出現在歷史紀錄中是在1587年，當時阿恩特·克虜伯加入了埃森的商人公會，他在黑死病爆發前夕來到小鎮，透過購買逃離疫情者的財產，成為該市最富有的人之一。1624年他去世後，他的兒子安東（Anton）接管了家族生意；安東在三十年戰爭（1618-48）期間監督了一家槍械製造廠，這是該家族與武器製造長期合作的第一個例子。
在接下來的一個世紀裡，克虜伯家族繼續收購該財產並參與埃森的政治；到了18世紀中葉，阿恩特的玄孫弗里德里希·優多庫斯·克虜伯（Friedrich Jodocus Krupp）成為了克虜伯家族的領導者。1751年，他與海倫·阿瑪莉·阿舍菲爾德（ Helene Amalie Ascherfeld；阿恩特的另一個曾曾孫）結婚；六年後，優多庫斯去世，留下他的遺孀來經營生意：首先是家庭。幾十年來，海倫大大擴增了家族的持股，收購一家軋機、四個煤礦的股份，以及（1800年）位於埃森附近小溪上的一座鐵匠鋪。
克虏伯兵工厂是在二戰時是德國最重要的军火生产商之一，战后以机械生产为主，1999年合併蒂森公司，成為蒂森克虏伯公司。2009年约有17万6000名员工和426亿欧元的年营业额。
最著名的有克虜伯虎I坦克炮塔、大貝莎、巴黎炮、古斯塔夫超重型鐵道炮等。